# Jacek-Malczewski-Museum
Das Jacek-Malczewski-Museum (polnisch Muzeum im. Jacka Malczewskiego w Radomiu) ist ein Kunstmuseum in Radom in der Woiwodschaft Masowien in Polen. Daneben ist es das historische Museum der Großstadt und unterhält Abteilungen für Archäologie und Naturkunde. Es ist seit 1999 nach dem Radomer Künstler Jacek Malczewski benannt.

## Lage
Das Gebäude steht im Stadtviertel Miasto Kazimierz (Kasimirs Stadt), das nach Kasimir dem Großen benannt ist. Am langgestreckten Marktplatz (Rynek) nimmt das Museum ein Teil der Südseite ein. Gegenüber stehen das Rathaus von 1848 und zwei barocke Häuser, die seit 1991 eine Zweigstelle des Museums sind. Die meisten Bauwerke des Platzes stehen unter Denkmalschutz.

## Geschichte

### Sammlungen der Polskie Towarzystwo Krajoznawcze
Erste Ausstellungen in Radom wurden in den Jahren 1845 bis 1856 im Regierungsgebäude gezeigt. Dazu gehörten paläontologische, geologische, ornithologische und zoologische Sammlungen. Besondere Objekte waren Gemälde von Rubens und Rembrandt.
Ein bekannter Radomer Sammler, der Priester Jan Wiśniewski, schenkte im Dezember 1913 einen Teil seiner Sammlungen der Polnischen Gesellschaft für Landeskunde Polskie Towarzystwo Krajoznawcze (PTK), die damals die Gründung von Regionalmuseen förderte. Die Ortsgruppe der Stadt Radom verpflichtete sich im Laufe eines Jahres ein Museum zu gründen, anderenfalls konnte Wiśniewski seine Schenkung zurückfordern. Mit dem Ausbruch des Ersten Weltkriegs wurde die Sammlung auf Privatpersonen verteilt.

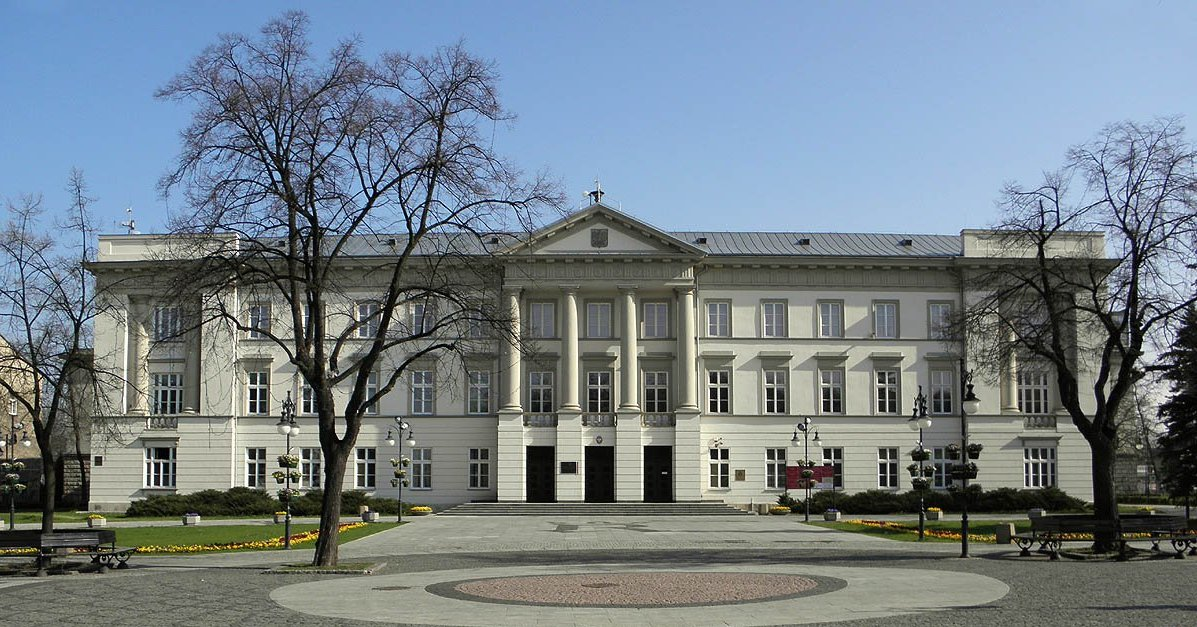
Standort 1921–1923: Regierungsgebäude

In den Jahren von 1921 bis 1923 trug die Gesellschaft für Landeskunde die eingelagerten Sammlungen wieder zusammen. Am 18. März 1923 eröffnete das erste Regionalmuseum in einem Raum des Regierungsgebäudes, der damaligen Starostei. Nach zwei Jahren wurde die Einrichtung in das Palais Hempel verlegt. Dort entstand 1929 eine Filiale der Warschauer Hochschule für Musik. Nach Eröffnung der Fabryka Broni zog das Museum bis März 1930 in einen großen Wohnblock der nationalen Waffenfabrik um. Ihr Direktor Kazimierz Ołdakowski wurde Präsident der PTK. Von deren Mitgliedern kümmerten sich Sznuro um die Archäologie, Neuman um die Numismatik, der Maler Trzebiński um die Ethnografie und K. Marx um die Bibliothek. Nachdem die Räume zu klein wurden, stellte die Stadtverwaltung ein großes Gebäude zur Verfügung, ehemals das Wohnhaus des Starosten.
Nach dem deutschen Überfall auf Polen kamen die kriegsbedingt unbetreuten Sammlungen in die heutige Żeromskiego-Straße 9. Das Generalgouvernement löste im Juli 1940 die PTK auf und beschlagnahmte im Juli 1942 deren Eigentum. Stanisław Trzebiński konnte noch ein Inventar der Sammlungen anlegen, dann wurde er in das KZ Auschwitz verschleppt und im folgenden Jahr dort ermordet. Das Museum zeigte ab Juli 1942 „Kuriositäten“, ausschließlich deutschen Besuchern. Die Sammlung Wiśniewskis von 1913 wurde fast zu Gänze verstreut und geplündert.

### Städtisches Museum und Regionalmuseum

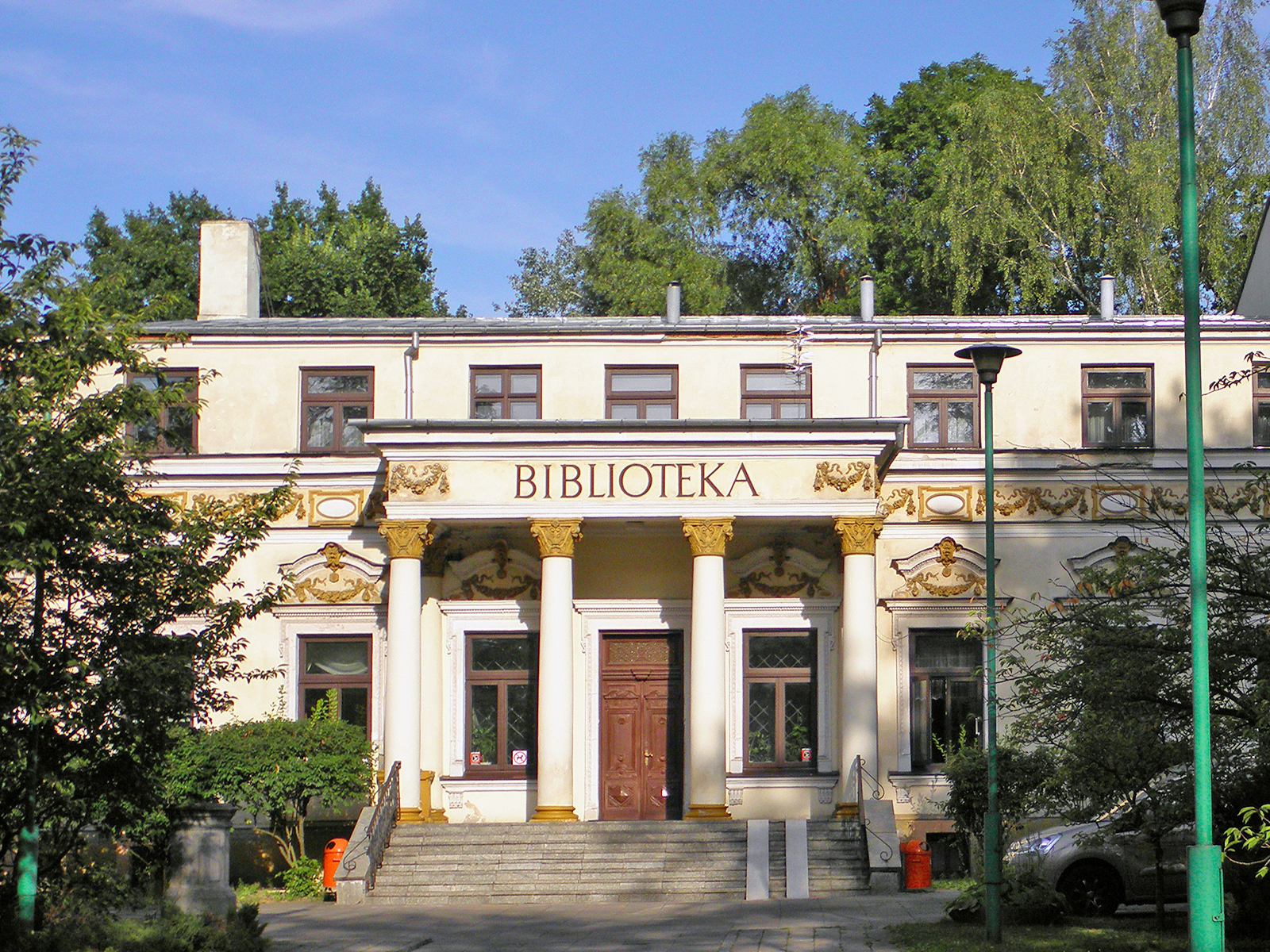
Standort 1945–1976: Kulczycki-Palais

Nach dem deutschen Abzug im Januar 1945 wurde die Sammlung neu eingerichtet. Geeignetere Räume fanden sich im 1892 erbauten Kulczycki-Palais (Piłsudskiego 12). Die Bank Handlowy hatte es 1906 um einen zweiten Stock erweitert. Im Zweiten Weltkrieg diente es als Fernmeldeamt. Nach der Renovierung im Mai 1945 zog das Museum in dieses Gebäude um und eröffnete am 21. Oktober 1945 mit einer Ausstellung über polnische Malerei. Das Haus war dem Stadtrat unterstellt. Die Leitung übernahm Dr.-Ing. J. W. Paszkowski. Das Museum hatte sechs Mitarbeiter (ihre Zahl stieg 1947 auf zehn) und eine Fläche von 660 Quadratmetern.
Vier Jahre später übernahm das Ministerium für Kultur und Kunst das Städtische Museum. Neben dem Powiat Radomski betreute es die Powiate Iłżecki, Konecki, Kozienicki und Opoczyński. Es hatte die Aufgabe, Sammlungen aufzubauen, wissenschaftliche Arbeiten und regionale Studien durchzuführen und zu veröffentlichen sowie Denkmale zu schützen. Die Aufsicht führte das Muzeum Świętokrzyskie in Kielce.
Nach Reformen in der Verwaltung unterstand es 1958 erneut der Gemeindeverwaltung. Im Jahr 1964 wurde es erweitert und in Regionalmuseum umbenannt. Nach der pädagogischen (1952) erhielt es 1964 eine archäologische und 1965 die ethnografische Abteilung. In den Jahren 1969–1971 war es Sitz des städtischen Konservators. Als Standort kam 1964 die ehemalige St.-Wenzel-Kirche hinzu, die bis 1920 ein Gefängnis und nach einer Zeit als Seuchenkrankenhaus die psychiatrische Abteilung des Krankenhauses beherbergt hatte. Die archäologische Sammlung und Werkstatt zog 1965 dorthin um.

### Muzeum Okręgowe

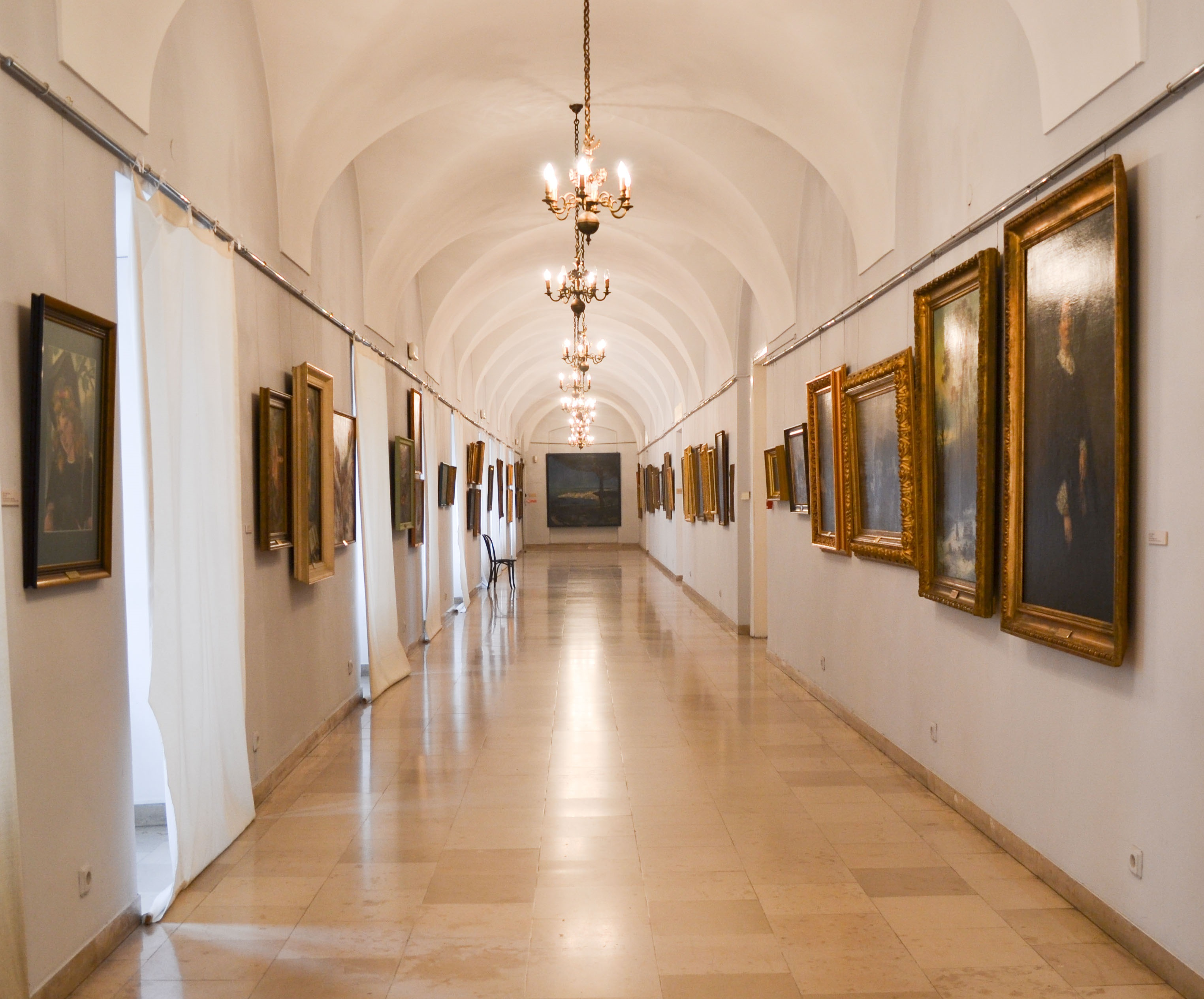

Mit der Schaffung der Woiwodschaft Radom wurde das Regionalmuseum im Juli 1975 in ein Bezirksmuseum (Muzeum Okręgowe w Radomiu) umgewandelt. Tomasz Palacz übernahm das Amt des Direktors. Verantwortlich war wiederum das Ministerium für Kultur und Kunst. Es hatte jetzt auch den naturkundlichen Bereich und die Gebiete benachbarter Woiwodschaften abzudecken. Am 1. Juli 1976 erhielt das Museum nach sechsjährigen Bemühungen das Gebäude des ehemaligen Piaristen-Kollegs (Rynek 11) mit einer Fläche von mehr als 4500 Quadratmetern.
Die Abteilung Naturkunde wurde 1977 eingerichtet, das numismatische Kabinett kam 1982 hinzu. Dagegen wurde die ethnografischen Sammlungen an das 1977 eröffnete Muzeum Wsi Radomskiej (Museum des Radomer Dorfs) abgegeben. St. Wenzel ging 1978 an die bischöfliche Kurie und erhielt nach einem siebenjährigen Umbau wieder das Aussehen einer Kirche. Als Zweigstellen kamen das Jan-Kochanowski-Museum in Czarnolas und ein Museum in Zwoleń hinzu, das 1989 an die Stadtverwaltung abgegeben wurde. Nach Renovierungen wurde die archäologische Abteilung 1987 neu eröffnet. Die wissenschaftliche und pädagogische Abteilung zog 1990 vom Kulczycki-Palais um. Dieses wurde 1992 Woiwodschafts- und 1999 Stadtbibliothek. Vom Museum für Instrumente der Volksmusik in Szydłowiec übernahm Radom 1992 die Restaurierungswerkstatt. Seit Ende der achtziger Jahre führte das Museum große Ausstellungen durch, von denen einige bei Wettbewerben zum Museumsereignis des Jahres ausgezeichnet wurden.
Nachdem die seit 1975 bestehende Woiwodschaft Radom 1999 in der Woiwodschaft Masowien aufging, verlor das Museum seinen überregionalen Status und wurde in Jacek-Malczewski-Museum umbenannt. Es wird weiterhin vom Warschauer Ministerium kontrolliert.
Die stadt- und regionalgeschichtliche Abteilung wurde von 2002 bis 2005 durch eine von Andrzej Pinno gestiftete Familiensammlung erweitert. Am 24. Oktober 2008 wurde der neu restaurierte Südflügel des Gebäudes, in dem sich heute die naturkundliche Abteilung befindet, feierlich eröffnet. Ab dem 14. Februar 2020 ist das Jan-Kochanowski-Museum in Czarnolas eine unabhängige Einrichtung.

### Museum für zeitgenössische Kunst

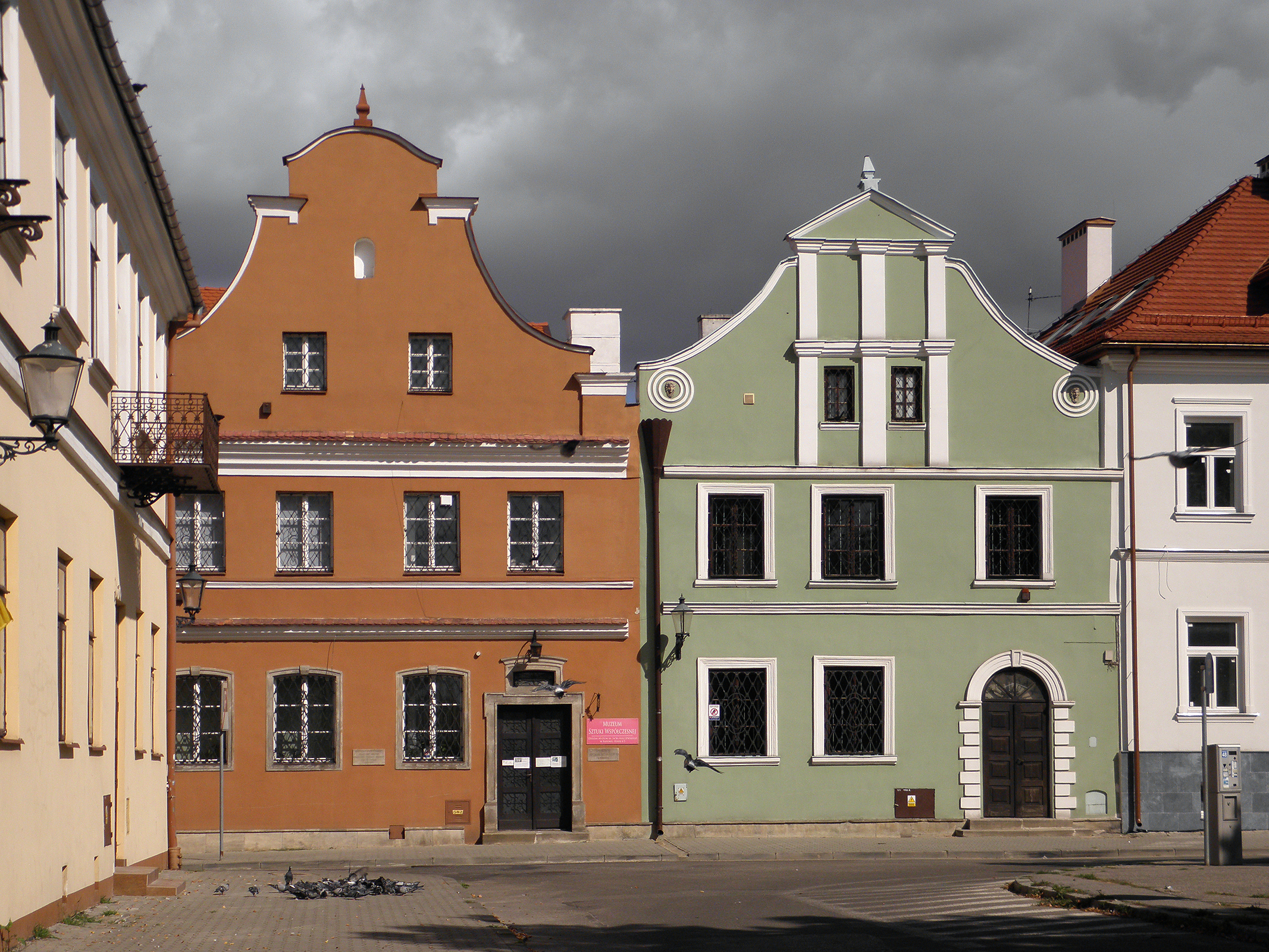
Die Zweigstelle Gąski und Esterki

Als weitere Zweigstelle wurde Ende 1990 das Museum für zeitgenössische Kunst (Muzeum Sztuki Współczesnej) gegründet. Es zog 1991 in die Häuser Gąski und Esterki (Rynek 4&5) um. Nach einem Vorschlag des Stifters zahlreicher Werke Andrzej Wajda sollte die Stadt einen Ausstellungspavillon im Stadtpark Stary Ogród errichten, um die Kapazitäten der beiden kleinen Häuser zu erweitern. Im Januar 2004 wurde jedoch eine Idee in der örtlichen Gazeta Wyborcza vorgestellt, den Bau des ehemaligen, 1900 erbauten Radomer Elektrizitätswerks für die Zwecke eines neuen Kunstzentrums anzupassen. Die Idee fand große Unterstützung, darunter auch Wajdas. Nach einem Architekten-Wettbewerb wurde das Projekt Mazowieckie Centrum Sztuki Współczesnej „Elektrownia“ (MCSW „Elektrownia“, Masowienzentrum der zeitgenössischen Kunst „Kraftwerk“) in den Jahren 2011 bis 2014 realisiert.
Die Sammlungen mit etwa 4500 Werken zeitgenössischer Kunst von Stadt und Woiwodschaft wurden an das neue Museum übertragen. Die Häuser Gąski und Esterka wurden zum 1. Juli 2018 wegen Renovierungsarbeiten für Besucher geschlossen (Stand Mai 2020). In den Gebäuden hatte auch die Radomer Gesellschaft der Freunde der Schönen Künste (Towarzystwo Przyjaciół Sztuk Pięknych w Radomiu) ihren Sitz.
Leitung
- J. W. Paszkowski, 1945–1952
- Anna Apanowicz, 1952–1974
- Tomasz Palacz, 1975–1983
- Barbara Hrynkiewicz, 1983–1984
- Janusz Pulnar, 1984 bis 2006
- Adam Zieleziński, 2008–2019
- Leszek Ruszczyk, seit 2020.

## Beschreibung
Der Bereich der Schönen Künste des Museums besitzt etwa 28.000 Objekte. Von Bedeutung sind die Werke der Maler der „Münchner Schule“ (Szkoła monachijska) und die des „Jungen Polen“ mit Leon Wyczółkowski und Jacek Malczewski. Zu den besonderen Laien- und naiven Künstlern gehört beispielsweise Nikifor.

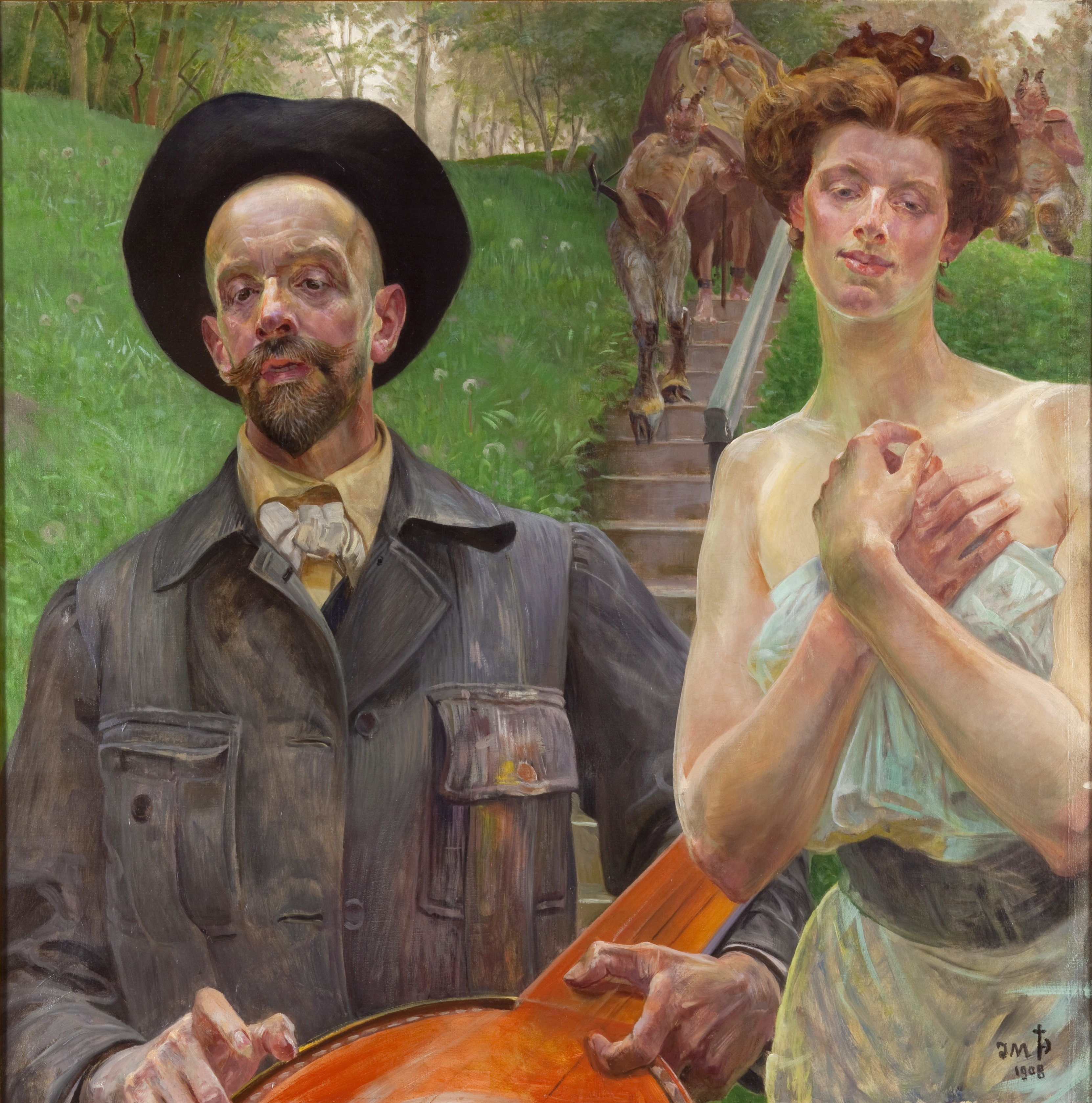
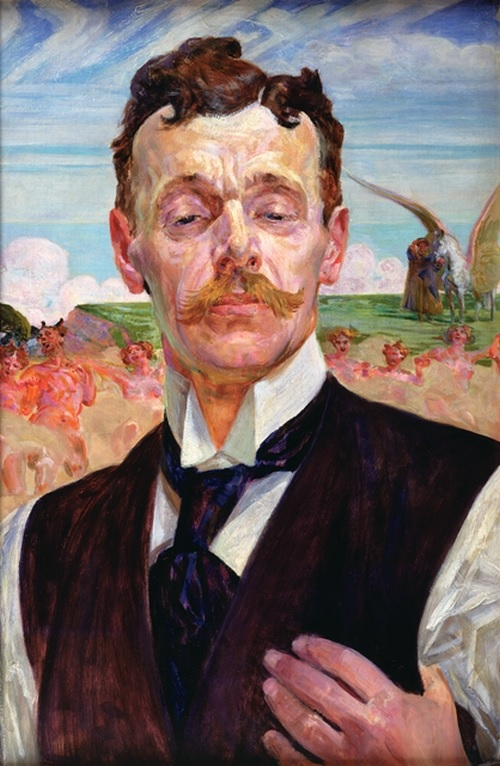
Männerportrait (1913)
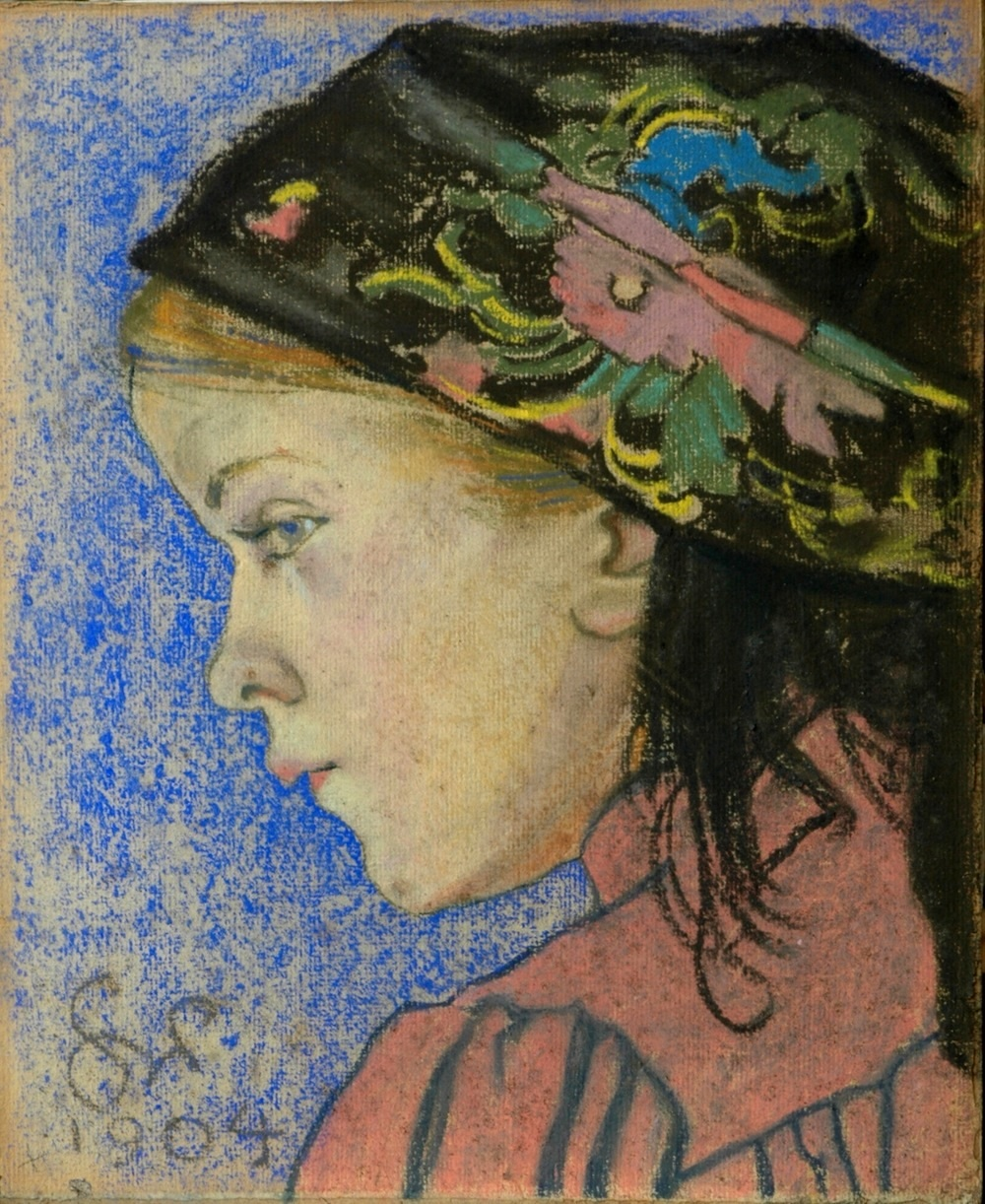
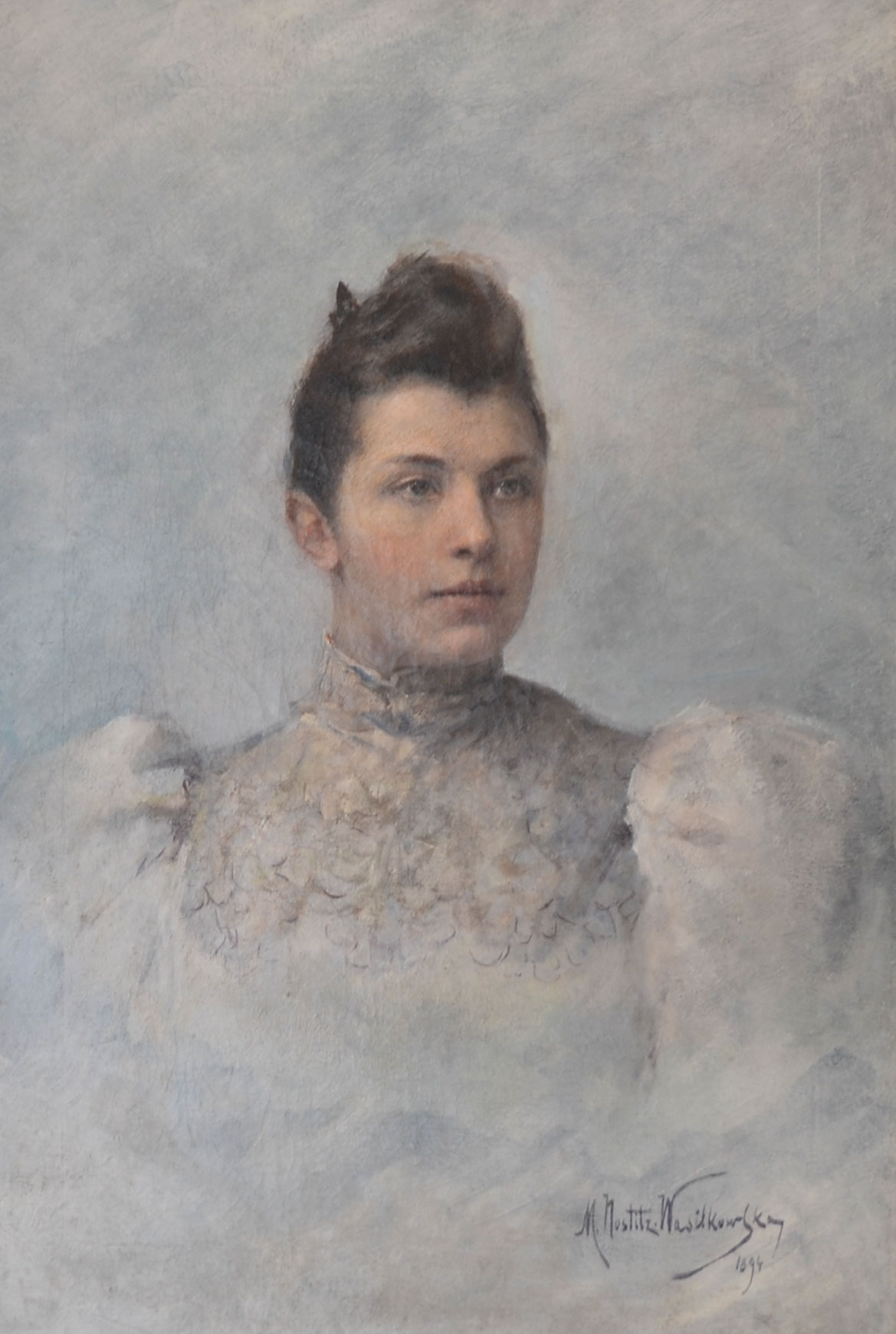

### Gliederung
- Archäologie
- Geschichte
  - Stadt- und Regionalgeschichte
  - Militärgeschichte
  - Numismatisches Kabinett
- Abteilung für Natur
- Abteilung für Alte Kunst
- Abteilung für Laienkunst
- Wissenschaftliche und pädagogische Abteilung
- Künstlerische und technische Abteilung
- Restaurierungs-Werkstatt
- Serviceabteilungen

## Weitere Museen mit Werken Malczewskis
- Nationalmuseum Breslau
- Museum in Rogalin, Zweigstelle des Nationalmuseums in Posen
- Museum Kujawiens und des Dobriner Landes in Włocławek